# ماكس وولف (طبيب)
ماكس وولف (بالألمانية: Max Wolff)‏ هو طبيب ألماني، ولد في 6 مايو 1844 في بوتسدام في ألمانيا، وتوفي في 25 يونيو 1923 في برلين في ألمانيا.